# Punta Azul
Punta Azul är en udde i Belize. Den ligger i distriktet Belize, i den nordöstra delen av landet, 130 km nordost om huvudstaden Belmopan.